# Кубок Словенії з футболу 2022—2023
Кубок Словенії з футболу 2022–2023 — 32-й розіграш кубкового футбольного турніру в Словенії. Титул здобула «Олімпія» (Любляна).

## Календар
| Раунд            | Дата                        | Матчі | Клуби     |
| ---------------- | --------------------------- | ----- | --------- |
| Попередній раунд | 13–31 серпня 2022           | 62    | 186 → 120 |
| Перший раунд     | 13–28 вересня 2022          | 60    | 120 → 60  |
| 1/32 фіналу      | 28 вересня – 19 жовтня 2022 | 32    | 64 → 32   |
| 1/16 фіналу      | 8 – 10 листопада 2022       | 16    | 32 → 16   |
| 1/8 фіналу       | 7 – 9 березня 2023          | 8     | 16 → 8    |
| 1/4 фіналу       | 5 – 6 квітня 2023           | 4     | 8 → 4     |
| 1/2 фіналу       | 25 – 26 квітня 2023         | 2     | 4 → 2     |
| Фінал            | 6 травня 2023               | 1     | 2 → 1     |

## 1/8 фіналу
| Команда 1           | Рахунок | Команда 2         |
| ------------------- | ------- | ----------------- |
| 7 березня 2023      |         |                   |
| Примор'є (2)        | 6:1     | Заврч (3)         |
| Цельє               | 3:0     | Відем (3)         |
| Копер               | 2:0 дч  | Домжале           |
| 8 березня 2023      |         |                   |
| Табор (Сежана)      | 0:1     | Рогашка (2)       |
| Рудар (Веленє) (2)  | 0:4     | Марибор           |
| Алюміній            | 4:2     | Фужинар (2)       |
| Нафта (Лендава) (2) | 1:3     | Олімпія (Любляна) |
| 9 березня 2023      |         |                   |
| Бистриця (2)        | 1:0     | Браво             |

## 1/4 фіналу
| Команда 1         | Рахунок      | Команда 2    |
| ----------------- | ------------ | ------------ |
| 5 квітня 2023     |              |              |
| Алюміній          | 1:0          | Копер        |
| Марибор           | 3:1          | Примор'є (2) |
| 6 квітня 2023     |              |              |
| Рогашка (2)       | 0:2          | Бистриця (2) |
| Олімпія (Любляна) | 0:0 пен. 6:5 | Цельє        |

## 1/2 фіналу
| Команда 1         | Рахунок | Команда 2 |
| ----------------- | ------- | --------- |
| 25 квітня 2023    |         |           |
| Бистриця (2)      | 1:3     | Марибор   |
| 26 квітня 2023    |         |           |
| Олімпія (Любляна) | 2:1     | Алюміній  |

## Фінал
| 6 травня 2023 20:30 (UTC+2) |

| Олімпія (Любляна)                   | 2:1      | Марибор       |
| ----------------------------------- | -------- | ------------- |
| Ласіцкас 103' Елшнік 120+10' (пен.) | Протокол | Митрович 113' |

| З'дежеле, Целє Глядачів: 9,217 Арбітр: Боян Мертик |